# College van burgemeester en wethouders

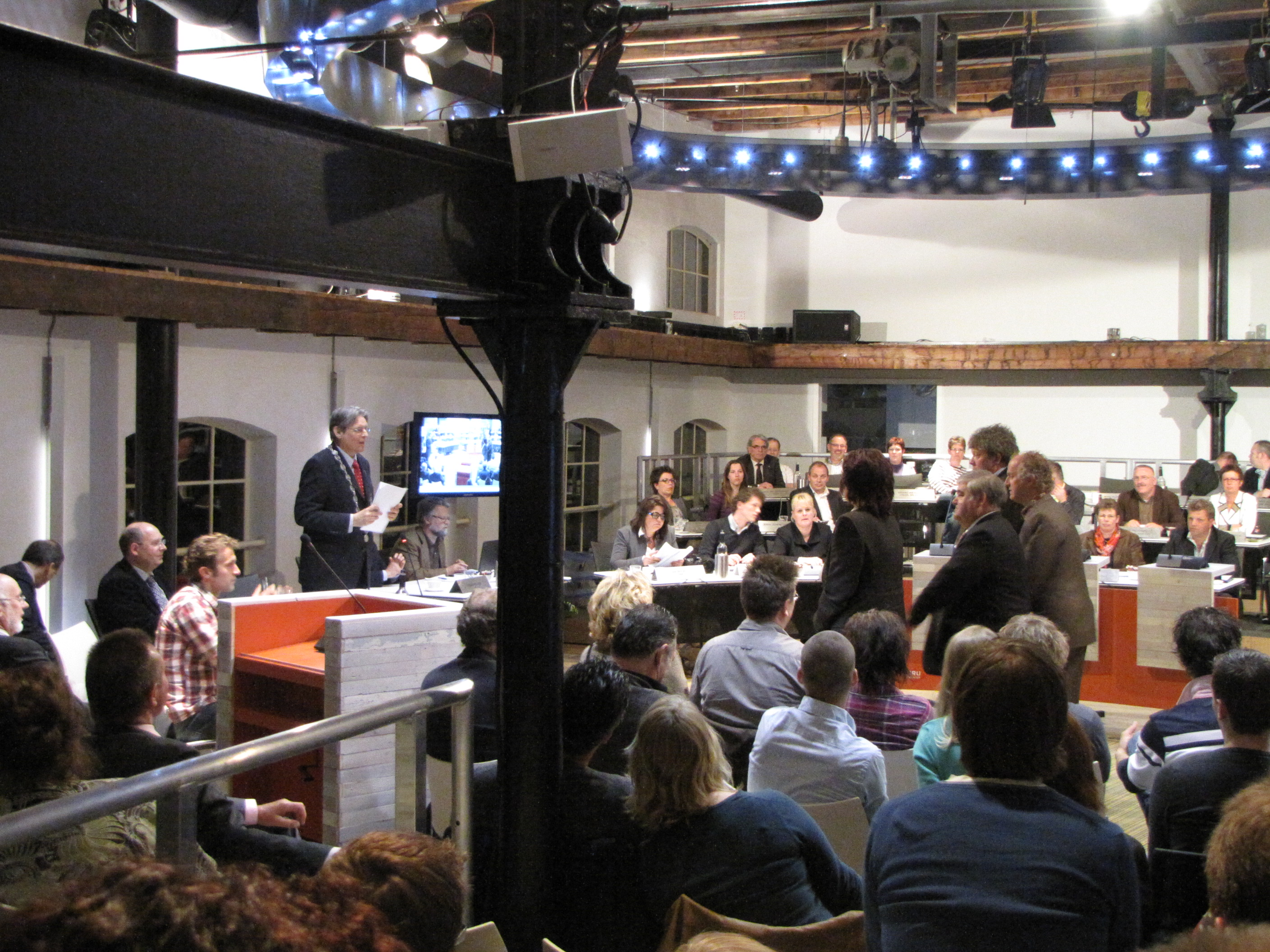
Gemeinde Oude IJsselstreek, Mai 2010: Bürgermeister Hans Alberse (links, mit Amtskette) vereidigt die wethouders (rechte Bildmitte, im Hintergrund die Gemeinderatsmitglieder)

Das college van burgemeester en wethouders, oft abgekürzt College van B en W oder B en W, deutsch Kollegium von Bürgermeister und Beigeordneten, ist die Verwaltungsspitze einer niederländischen Gemeinde. In Deutschland würde das college als Magistrat bezeichnet, die wethouders (wörtlich: Gesetzeshalter) als Beigeordnete oder Dezernenten. Belgien und Luxemburg kennen auch den Begriff des Schöffen.
Der Bürgermeister und die einzelnen wethouders sind für abgegrenzte Aufgabenbereiche verantwortlich. Während den Bürgermeister die Krone einsetzt – in der Praxis der Innenminister, werden die wethouders vom Gemeinderat gewählt. Wethouders dürfen seit 2003 dem Gemeinderat nicht angehören. Zwar ist der Bürgermeister den wethouders gegenüber nicht weisungsberechtigt, er sitzt dem college jedoch vor und hat bei Stimmengleichheit die ausschlaggebende Stimme.

## Bürgermeister

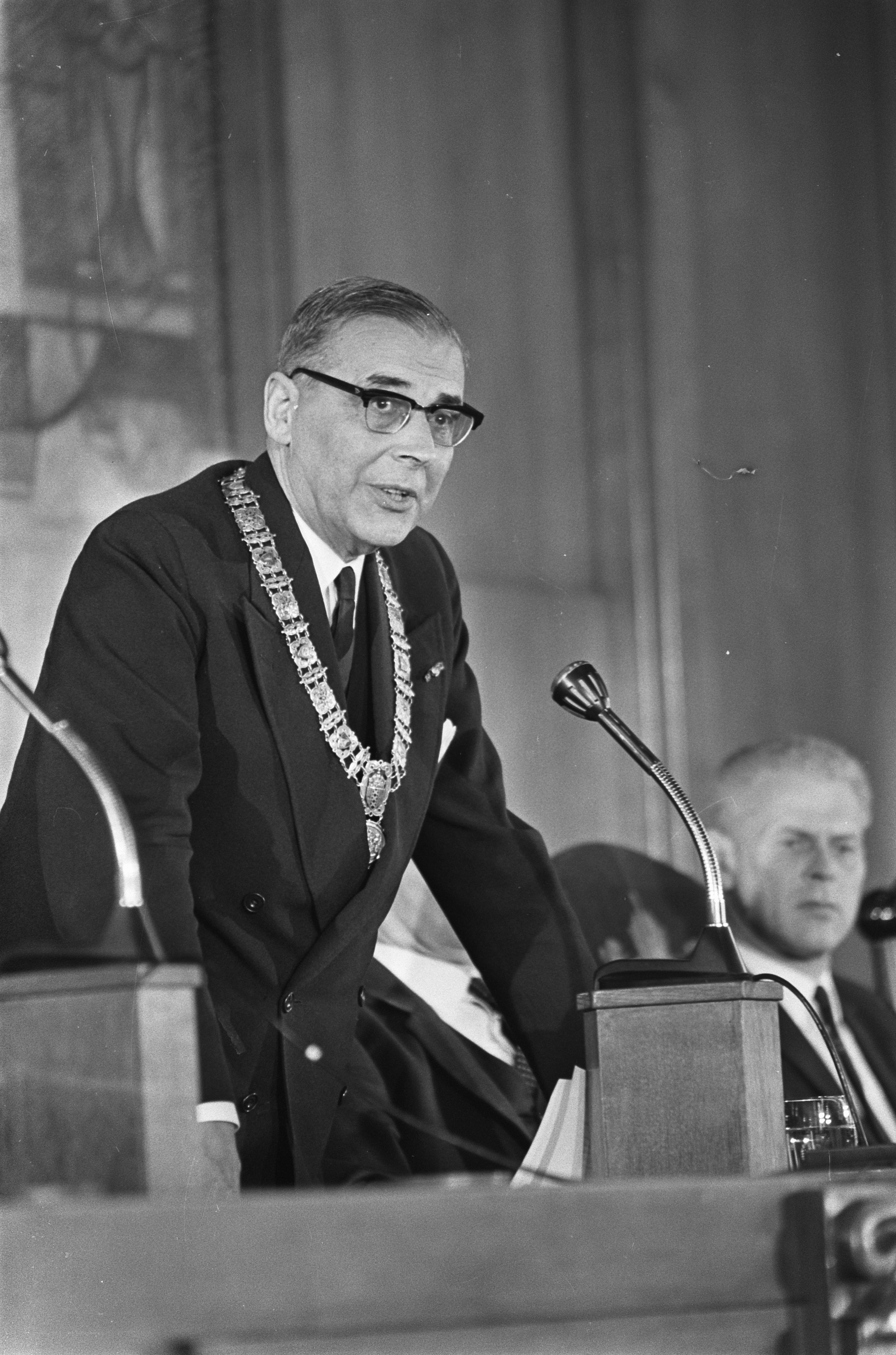
Gijs van Hall bei seiner Verabschiedung als Amsterdamer Bürgermeister, Rede vor dem Rat und dem college, 1967

Da niederländische Bürgermeister vom König bzw. vom Innenminister auf Empfehlung des Gemeinderates eingesetzt werden, können gerade im Falle von großen Städten die Machtsverhältnisse im nationalen Parlament, den Generalstaaten, von Bedeutung sein. Es wird darüber diskutiert, ob die Bürgermeister gewählt werden sollen, bislang kam es aber nur in wenigen Gemeinden zu (unverbindlichen) Volksbefragungen.
Im college verantwortet ein Bürgermeister stets den Aufgabenbereich Innere Sicherheit und Katastrophenschutz, eventuell auch weitere Aufgaben, ferner ist er Vorsitzender des Gemeinderates. Seine Stellung in der lokalen Politik hängt von seiner Erfahrung, den Umständen seiner Ernennung und den Machtsverhältnissen vor Ort ab. In kleineren Gemeinden kann er größeren Einfluss haben, weil er durch seine Ausbildung den wethouders manches voraus hat. In großen Gemeinden ist die Innere Sicherheit meist von erheblicher Bedeutung, so dass dort der Bürgermeister mehr Einfluss hat; außerdem wird für die großen Städte eher ein politisches Schwergewicht zum Bürgermeister ernannt. Ansonsten ist die Stellung eines niederländischen Bürgermeisters eher schwach.
Ein typischer Bürgermeister ist Jurist oder Verwaltungsexperte und wird für sechs Jahre ernannt. Danach kann die Amtszeit verlängert werden. Üblicherweise übernimmt er nach einiger Zeit das Bürgermeisteramt in einer anderen Gemeinde. Dabei muss er nicht jedes Mal sechs Jahre erfüllen, es kommt auch darauf an, welche Gemeinde gerade „frei“ ist. Manchmal ist ein Bürgermeisteramt ein Abstell- oder Versorgungsposten für einen Minister, dessen landesweite politische Karriere sich dem Ende zuneigt. Für andere, wie für den Amsterdamer Job Cohen, kann das Bürgermeisteramt umgekehrt ein Sprungbrett in die nationale Politik sein.

## Wethouders

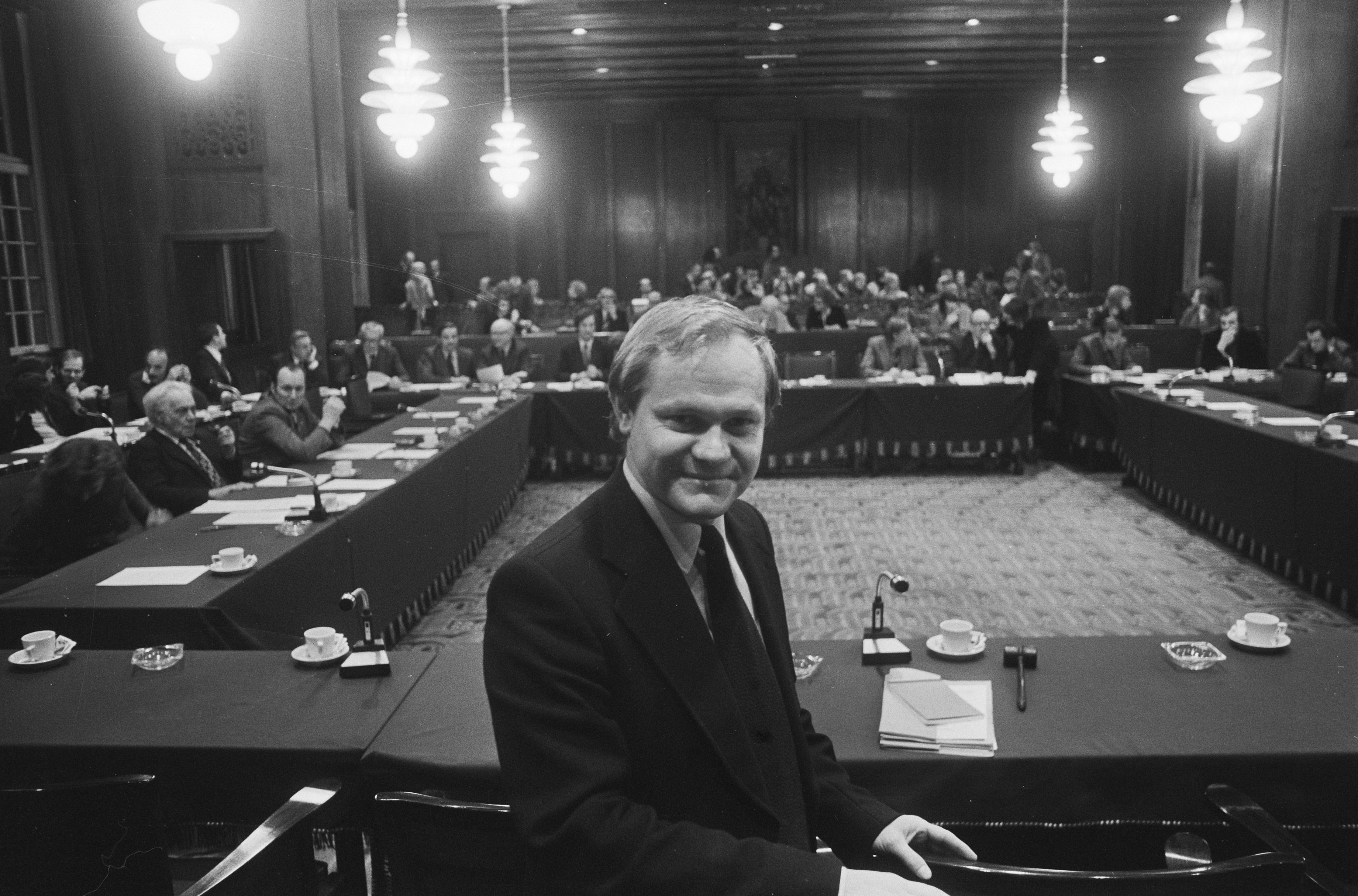
Anhörung im Amsterdamer Rathaus mit wethouder Cees de Cloe, 1975

Ein wethouder ist üblicherweise ein führendes Mitglied einer Partei vor Ort, oftmals der Spitzenkandidat bei den Gemeinderatswahlen. Nach der Ernennung zum wethouder durch den Bürgermeister verfällt sein Gemeinderatssitz. Eine wethouder-Position kann als Teilzeitstelle eingerichtet sein. Dem Gesetz nach darf eine Gemeinde so viele wethouders haben, wie es einem Zwanzigstel der Gemeinderatsmitglieder entspricht. Die Zahl der Gemeinderatsmitglieder richtet sich wiederum nach der Einwohnerzahl.
Einer der wethouders, im Normalfall der Hauptvertreter der größten Partei im college, amtiert als stellvertretender Bürgermeister. Die Bezeichnung dafür lautet loco-burgemeester.

### Geschichte bis 2002
In der Zeit der Batavischen Republik zum Ende des 18. Jahrhunderts ist der Vorläufer des heutigen wethouders zu verorten. In Gemeinden mit mehr als fünftausend Einwohnern gab es ein college mit Bürgermeister und wethouders. Letztere kamen aus der vroedschap und wurden auch von dieser gewählt. Nach der Wahl mussten sie aber die Mitgliedschaft in der vroedschap aufgeben. Als die Niederlande Teil des Französischen Kaiserreichs waren, erhielt der Bürgermeister einen oder zwei Assistenten, die vom Präfekt ernannt wurden.

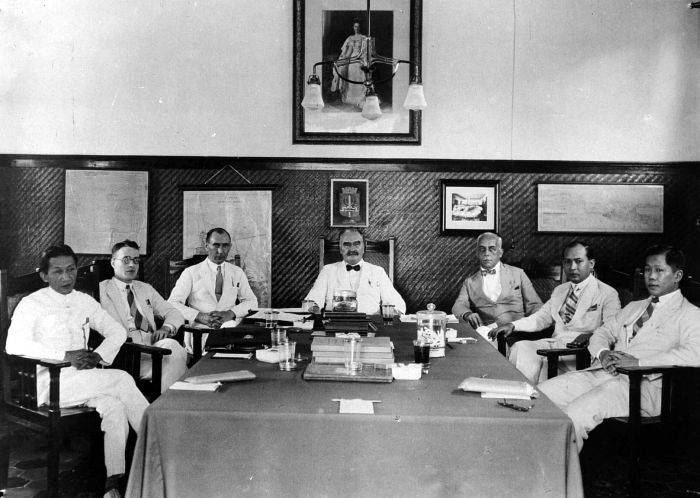
Das college van burgemeester en wethouders von Batavia, dem heutigen Jakarta in Indonesien, 1930

Mit der Ausrufung des Königreichs der Niederlande 1815 verschwand das Amt des wethouders, bis es 1824 wieder eingeführt wurde. In den Städten gab es vom König eingesetzte wethouders, auf dem flachen Land assessoren, die vom Provinzbeauftragten eingesetzt wurden.
Das Gemeindesetz von 1851, das auf den Staatsreformer Johan Thorbecke zurückgeht, gab wethouders und assessoren die gleiche Stellung. Sie wurden aus der Mitte des Gemeinderats gewählt. Je Gemeinde gab es minimal zwei wethouders. Sie waren offiziell weiterhin nur Assistenten des Bürgermeisters, dessen Stellung auch deshalb stark war, weil er für die Innere Sicherheit verantwortlich war, die damals wichtigste Aufgabe einer Gemeinde. Allerdings hatte ein wethouder in einer großen Stadt tendenziell mehr Einfluss als auf dem Lande.
Zwischen 1880 und 1945 wuchs der Aufgabenbereich der Gemeinden, vor allem im Hinblick auf die Sozialeinrichtungen. Ein wethouder gerade in einer großen Stadt wurde einflussreicher, und überhaupt wurde das Gemeindeleben politisierter, Parteien wurden gegründet. Seit 1931 gab es wieder den Ausdruck college, und der wethouder war nicht mehr dem Bürgermeister zum Beistand verpflichtet. Abermals war die Entwicklung auf dem Lande langsamer und der Bürgermeister meist noch Erster unter Gleichen.
Nach 1945 bekamen die Gemeinden noch mehr Aufgaben, und es kam noch häufiger zu programmacolleges, Gemeinderegierungen mit politischer Färbung, Ende der 1960er-Jahre fast nur noch. Man sprach vom wethouderssocialisme, und eine Kommission stellte im Jahr 2004 fest: In reichlich vielen Fällen überschattete der erste wethouder der größten politischen Partei den Bürgermeister. In kleineren Gemeinden galt dies weniger, auch, weil in Gemeinden bis 18.000 Einwohnern die wethouders nur in Teilzeit beschäftigt waren.

### Situation seit 2002

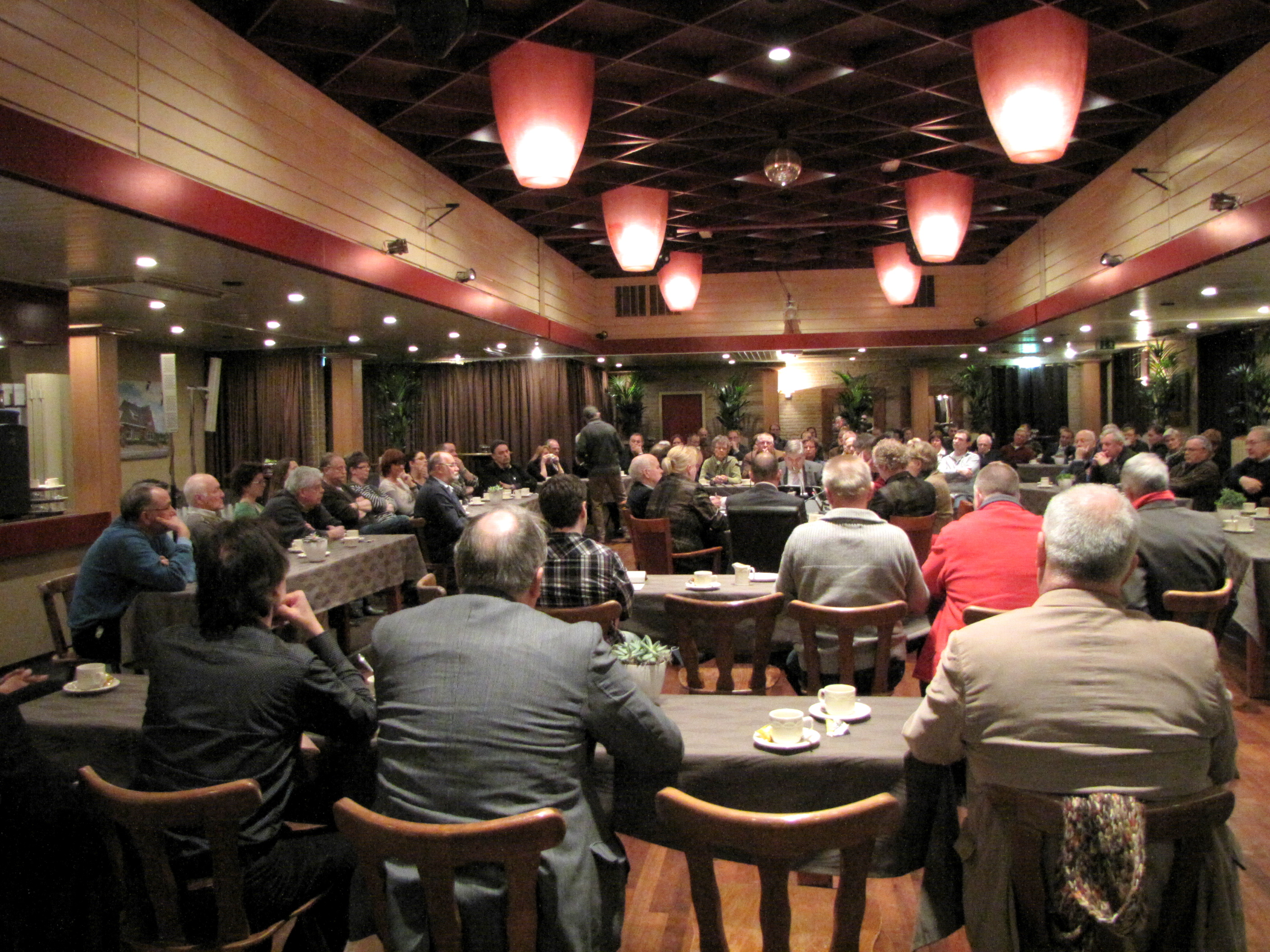
Coalitievorming in Oude IJsselstreek: Nach den Gemeinderatswahlen vom März 2010 sondiert der Spitzenkandidat der größten Partei die Vorstellungen der Parteien

Das 1998 gebildete sozialdemokratisch-liberale Kabinett Kok hat mit dem wet dualisering gemeentebestuur vom März 2002 den Dualismus auf Gemeindeebene eingeführt. Seitdem darf ein wethouder kein Gemeinderatsmitglied mehr sein. Als Dualismus bezeichnet man es in den Niederlanden, dass in der Staatsleitung die Regierung dem Parlament gegenübersteht. So darf ein Minister kein Parlamentsmitglied sein, auch wenn er ursprünglich beispielsweise seine Partei in den Wahlkampf geführt hat.
Eine Kommission veröffentlichte 2004 einen Bericht, demzufolge die Entflechtung von college und Gemeinderat nur unzureichend praktikabel ist und oft ignoriert wird. Weiterhin hat eine Ratsfraktion, die wethouders stellt, einen großen Informationsvorsprung gegenüber anderen Fraktionen, und ein wethouder hat einen großen Einfluss auf „seine“ Fraktion. Dieser darf er zwar nicht mehr angehören, dennoch besuchen viele wethouders die Fraktionssitzungen.
Für den Gemeinderat, so die Kommission, ist es schwierig, seine Rolle als derjenige zu finden, der Richtlinien vorgibt. Generell trete er unabhängiger auf. Wethouders klagen darüber, dass der Gemeinderat sich zu sehr mit Details und sich selbst beschäftige und eine „Kultur des Abrechnens“ und des Machtstreits entstanden sei. Die endgültigen Folgen der Dualisierung seien jedoch erst nach zwei Wahlperioden absehbar, urteilte die Kommission.